# Pierre Levegh
Pierre Eugène Alfred Bouillin, francoski dirkač Formule 1, * 22. december 1905, Pariz, Francija, † 11. junij 1955, Le Mans, Francija.
Debitiral je v sezoni 1950, ko je nastopil na zadnjih treh dirkah sezone in ob dveh odstopih dosegel sedmo mesto na dirki za Veliko nagrado Belgije. V naslednji sezoni 1951 je ponovno nastopil na treh dirkah in kot najboljši rezultat sezone dosegel osmo mesto na dirki za Veliko nagrado Belgije. Leta 1955 se je smrtno ponesrečil na dirki 24 ur Le Mansa v nesreči, v kateri je umrlo tudi dvainosemdeset gledalcev ob progi. 

## Popolni rezultati Formule 1
(legenda) (odebeljene dirke pomenijo najboljši štartni položaj, poševne pa najhitrejši krog, †-uvrščen kljub odstopu)
| Leto | Moštvo        | Šasija           | Motor             | 1   | 2   | 3     | 4   | 5     | 6       | 7       | 8   | Prv | Toč |
| ---- | ------------- | ---------------- | ----------------- | --- | --- | ----- | --- | ----- | ------- | ------- | --- | --- | --- |
| 1950 | Pierre Levegh | Lago-Talbot T26C | Talbot Straight-6 | VB  | MON | 500   | ŠVI | BEL 7 | FRA Ret | ITA Ret |     | -   | 0   |
| 1951 | Pierre Levegh | Lago-Talbot T26C | Talbot Straight-6 | ŠVI | 500 | BEL 8 | FRA | VB    | NEM 9   | ITA Ret | ŠPA | -   | 0   |